# Mushroomhead
Mushroomhead er et amerikansk industrial metal-band dannet i 1993 i Cleveland, Ohio. Bandet er kendt for deres masker og maling og deres alternative musik, da det er en blanding af heavy metal og elektronisk. De har solgt 880.000 enheder, udgivet 7 studiealbum og 15 musikvideoer.

## Studiealbum
- Mushroomhead (1995)
- Superbuick (1996)
- M3 (1999)
- XIII (2003)
- Savior Sorrow (2006)
- Beautiful Stories for Ugly Children (2010)
- The Righteous & the Butterfly (2014)
- A Wonderful Life (2020)